# العلاقات القرغيزستانية اللوكسمبورغية
العلاقات القيرغيزستانية اللوكسمبورغية هي العلاقات الثنائية التي تجمع بين قيرغيزستان ولوكسمبورغ.

## مقارنة بين البلدين
هذه مقارنة عامة ومرجعية للدولتين:
| وجه المقارنة                                              | قيرغيزستان                      | لوكسمبورغ                                                     |
| --------------------------------------------------------- | ------------------------------- | ------------------------------------------------------------- |
| المساحة (كم2)                                             | 199.95 ألف                      | 2.59 ألف                                                      |
| عدد السكان (نسمة)                                         | 6.20 مليون                      | 599.45 ألف                                                    |
| الكثافة السكانية (ن./كم²)                                 | 31.01                           | 231.45                                                        |
| العاصمة                                                   | بيشكك                           | لوكسمبورغ                                                     |
| اللغة الرسمية                                             | اللغة الروسية، اللغة القيرغيزية | اللغة اللوكسمبورغية، لغة فرنسية، اللغة الألمانية              |
| العملة                                                    | سوم قيرغيزستاني                 | يورو، فرنك لوكسمبورغ                                          |
| الناتج المحلي الإجمالي (بليون دولار)                      | 7.56 مليار                      | 62.40 مليار                                                   |
| الناتج المحلي الإجمالي (تعادل القوة الشرائية) بليون دولار | 20.45 مليار                     | 58.13 مليار                                                   |
| الناتج المحلي الإجمالي الاسمي للفرد دولار أمريكي          | 1.10 ألف                        | 101.45 ألف                                                    |
| الناتج المحلي الإجمالي للفرد دولار أمريكي                 |                                 | 101.93 ألف                                                    |
| مؤشر التنمية البشرية                                      | 0.655                           | 0.892                                                         |
| رمز المكالمات الدولي                                      | +996                            | +352                                                          |
| رمز الإنترنت                                              | .kg                             | .lu                                                           |
| المنطقة الزمنية                                           | ت ع م+06:00                     | توقيت وسط أوروبا، ت ع م+01:00، ت ع م+02:00، أوروبا/لوكسمبورج ‏ |

## منظمات دولية مشتركة
يشترك البلدان في عضوية مجموعة من المنظمات الدولية، منها:
| علم المنظمة | اسم المنظمة                        | تاريخ انضمام قيرغيزستان | تاريخ انضمام لوكسمبورغ |
| ----------- | ---------------------------------- | ----------------------- | ---------------------- |
|             | بنك التنمية الآسيوي                | 1994                    | 2003                   |
|             | مؤسسة التنمية الدولية              | 24 سبتمبر 1992          | 4 يونيو 1964           |
|             | يونسكو                             | 2 يونيو 1992            | 27 أكتوبر 1947         |
|             | وكالة ضمان الاستثمار متعدد الأطراف | 21 سبتمبر 1993          | 29 أغسطس 1991          |
|             | الأمم المتحدة                      | 2 مارس 1992             | 24 أكتوبر 1945         |
|             | الاتحاد البريدي العالمي            | ?                       | ?                      |
|             | البنك الدولي للإنشاء والتعمير      | 18 سبتمبر 1992          | 27 ديسمبر 1945         |
|             | اتفاقية السماوات المفتوحة          | ?                       | ?                      |
|             | الاتحاد الدولي للاتصالات           | 20 يناير 1994           | 2 مارس 1866            |
|             | منظمة حظر الأسلحة الكيميائية       | ?                       | ?                      |
|             | مؤسسة التمويل الدولية              | 11 فبراير 1993          | 4 أكتوبر 1956          |
|             | منظمة التجارة العالمية             | ?                       | ?                      |
|             | منظمة الشرطة الجنائية الدولية      | ?                       | ?                      |
|             | منظمة الأمن والتعاون في أوروبا     | 30 يناير 1992           | 25 يونيو 1973          |

## وصلات خارجية
- موقع وزارة الخارجية القيرغيزستانية
- موقع وزارة الخارجية اللوكسمبورغية